# 826-й отдельный разведывательный артиллерийский дивизион
826-й отдельный разведывательный артиллерийский дивизион Резерва Главного Командования — воинское формирование Вооружённых Сил СССР, принимавшее участие в Великой Отечественной войне.
Сокращённое наименование — 826-й орадн РГК.

## История
Сформирован на базе разведывательного артиллерийского дивизиона 17-го гв. пап 43-й армии Западного фронта 4 мая 1942 года (Приказ НКО СССР № 0293 от 19 апреля 1942 года "Об изменении штатов артиллерийских частей ").
В действующей армии с 4 мая по 18 ноября 1942 года.
В ходе Великой Отечественной войны вёл артиллерийскую разведку в интересах артиллерии соединений 20-й армии Западного фронта.
Приказом НКО СССР № 365 от 18 ноября 1942 года преобразован в 7-й отдельный гвардейский разведывательный артиллерийский дивизион. 

## Состав
- Штаб
- Хозяйственная часть
- Батарея звуковой разведки (БЗР)
- Батарея топогеодезической разведки (БТР)
- Батарея оптической разведки (БОР)
- Фотограмметрический взвод (ФГВ)
- Артиллерийский метеорологический взвод (АМВ)
- Авиационное корректировочное звено (не сформировано)
- Хозяйственный взвод
- Пункт медицинской помощи

## Подчинение
| Дата                | Фронт          | Армия      | Корпус | Дивизия | Бригада | Примечания |
| ------------------- | -------------- | ---------- | ------ | ------- | ------- | ---------- |
| 4.05.42 -18.11.42г. | Западный фронт | 20-я армия | -      | -       | -       | -          |

## Командование дивизиона
Командир дивизиона
- ст. лейтенант, капитан Высокос Яков Афанасьевич

Начальник штаба дивизиона
- ст .лейтенант Сорокин Александр Андреевич

Военный комиссар дивизиона
- ст. политрук Першиков Михаил Петрович

Помощник начальника штаба дивизиона
- капитан Реут Иван Иванович

Помощник командира дивизиона по снабжению

## Командиры подразделений дивизиона
Командир БЗР
- капитан Малинка Иван Нестерович

Командир БТР
- капитан Федько Алексей Сергеевич

Командир БОР
Командир ФГВ
- ст. лейтенант Сандул Александр Иосифович

Командир АМВ